# Rhodopina parassamensis
Rhodopina parassamensis är en skalbaggsart som beskrevs av Stefan von Breuning 1975. Rhodopina parassamensis ingår i släktet Rhodopina och familjen långhorningar. Inga underarter finns listade i Catalogue of Life.